# Centro de Estudios de Cultura Contemporánea
El Centro de Estudios Culturales Contemporáneos, en inglés Centre for Contemporary Cultural Studies (CCCS) fue un centro de investigación en la Universidad de Birmingham, Inglaterra, fundado en 1964 por Richard Hoggart; quién pasó a ser su primer director. De 1964 a 2002 el centro desempeñó un papel importante en el desarrollo del campo de los estudios culturales.

## Historia
El centro fue el foco de lo que se conoció como la corriente de pensamiento de la escuela de estudios culturales de Birmingham , o comúnmente como la escuela de Birmingham. Después de Richard Hoggart el centro fue dirigido por Stuart Hall (1968-1979) y por Richard Johnson (1980-1987). El enfoque de este centro con respecto a la cultura y la política evolucionó en un momento histórico complejo posterior a la Segunda Guerra Mundial con el ascenso de la nueva izquierda antiestalinista, la promoción del acceso a la educación para la población adulta, la americanización de la cultura popular británica, el crecimiento de los medios de comunicación de masas, el creciente multiculturalismo y la influencia dentro de la academia británica de nuevos métodos críticos como la semiótica y el estructuralismo.
Sobre la base de una variedad de influencias (feminismo, estructuralismo, marxismo ( especialmente con los trabajos de Louis Althusser y Antonio Gramsci), sociología, teoría crítica de la raza y postestructuralismo), durante varias décadas el centro fue pionero en una variedad de enfoques para el estudio de la cultura como en el análisis ideológico, en el análisis de las culturas y subculturas de la clase trabajadora, en el papel de las audiencias mediáticas, en la investigación cultural feminista, en las luchas hegemónicas de la política estatal y en el lugar del concepto de la raza en los procesos sociales y culturales.
Entre los libros publicados por el centro se pueden destacar  Off-Centre: Feminism and Cultural Studies, Resistance through Rituals, The Empire Strikes Back, o Border Patrols: Policing the Boundaries of Heterosexuality. La historia de este desarrollo se puede encontrar en la serie de artículos publicados por el mismo centro entre 1973 y 1988.
Para conmemorar el 50 aniversario de la fundación del CCCS la Universidad de Birmingham, en colaboración con los antiguos miembros del personal del centro como Richard Johnson, Stuart Hall o Michael Green, crearon un archivo con material relacionado con la CCCS en la Biblioteca de Investigación de Cadbury situada en Birmingham.

## Miembros destacados
El Centro produjo muchos estudios clave y desarrolló las carreras de destacados investigadores y académicos. Stuart Hall, quien se convirtió en el director del centro en 1968, desarrolló su seminal modelo de comunicación, Codificación / Decodificación aquí. De especial importancia es la investigación colectiva que condujo a Policing the Crisis (1978), un estudio de campañas de ley y orden que se centró en el "atraco" (un código para la violencia callejera). Esto anticipó muchos de los temas de ley y orden del gobierno conservador de Margaret Thatcher en los años ochenta. David Morley y Charlotte Brunsdon fueron pioneros en el enfoque del Centro para la investigación empírica en The Nationwide Project. 
Más tarde, Richard Johnson fue director y alentó la investigación en historia social y cultural. El personal del centro incluyó a Maureen McNeil, destacada teórica de la cultura y la ciencia; Michael Green, que se centró en los medios de comunicación, la política cultural y las culturas regionales en la región central; y Ann Gray, la cultura y los medios de comunicación. 
Los graduados y asociados del Centro de Estudios Culturales Contemporáneos y el Departamento de Estudios Culturales incluyen: 
- Paul Gilroy
- Angela McRobbie
- Dick Hebdige
- Richard Dyer
- Michael Denning
- Lawrence Grossberg
- Iain Chambers
- Gregor McLennan
- Lucy Bland
- Frank Webster
- Jorge Lorrain
- Sadie Plant
- Bill Schwarz
- Dorothy Hobson
- Hazel Carby
- Paul Willis
- Rosalind Brunt
- Tony Jefferson

## Clausura en 2002
El nuevo Departamento de Estudios Culturales y Sociología fue cerrado inesperada y abruptamente en el 2002, un movimiento que la alta dirección de la universidad describió como "reestructuración". La razón inmediata dada para la desestabilización del nuevo departamento fue un resultado inesperadamente bajo en el Ejercicio de Evaluación de Investigación del Reino Unido de 2001, aunque un decano de la universidad describió la decisión como una consecuencia de la "administración machista sin experiencia". Los estudiantes y el personal hicieron una campaña sin éxito para salvar la escuela, que obtuvo una atención considerable en la prensa nacional y provocó numerosas cartas de apoyo de ex alumnos de todo el mundo.
Cuatro de los catorce miembros del personal del departamento debían ser "retenidos" y sus cientos de estudiantes (cerca de 250 estudiantes universitarios y postgraduados en ese momento, muchos del extranjero) serían transferidos a otros departamentos. En la disputa subsiguiente, la mayoría del personal del departamento se fue. 